# Lotus 1-2-3

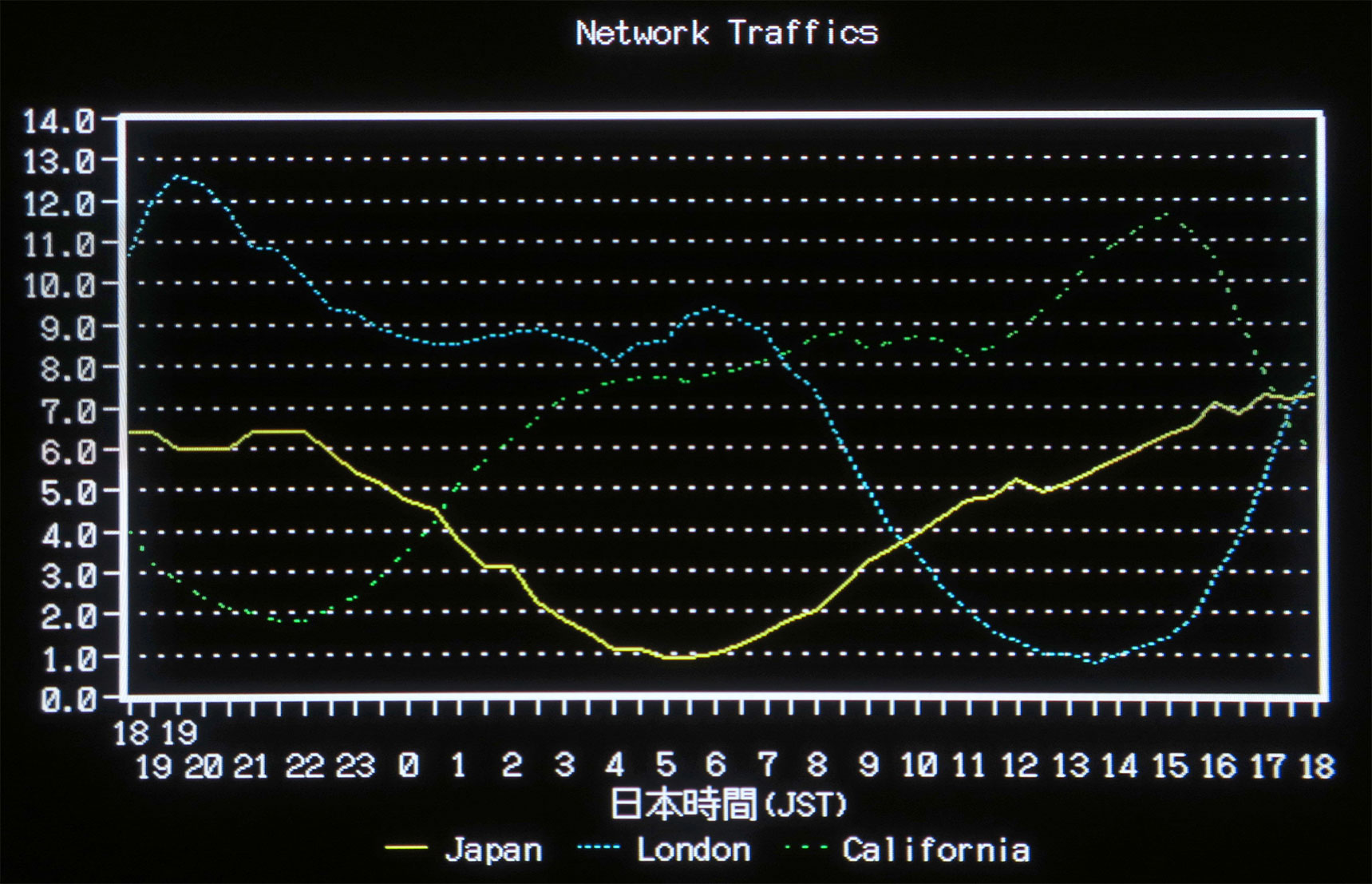
PC-9800シリーズ用MS-DOS版Lotus 1-2-3で作成したグラフ

Lotus 1-2-3（ロータス ワン・ツー・スリー）は、ロータスソフトウェア（旧ロータス・デベロップメント、現在はIBM傘下）が開発・販売していたパソコン用表計算ソフトである。
本ソフトウェアは、ロータス・デベロップメント社を代表する商品のひとつであった。日本においては単に「ロータス」または「1-2-3」（ワン・ツー・スリー、もしくは日本語でイチ・ニ・サン）と呼称されることも多い。
名称の「1-2-3」は、1.表計算機能、2.グラフ機能、3.データベース機能 の3つの機能を併せ持つことに由来する。
Lotus 1-2-3は、MS-DOS用表計算ソフトの代名詞的存在となり、当時世界で最も売れたパソコン用アプリケーションソフトウェアとなった。特に北米市場ではIBM PC/ATおよびその互換機のキラーアプリケーションとなり、日本市場においても一時期はワープロソフトにおけるジャストシステムの一太郎と同様に、PC-9800シリーズを中心とするMS-DOSパソコン向け表計算ソフトのシェアトップを占めた。しかし、x86プラットフォームにおける主要なオペレーティングシステムがMS-DOSからMicrosoft Windowsへ移行するに従い、早期にWindowsに対応したMicrosoft Excelの攻勢の前に劣勢に立たされ、シェアを失った。
2006年12月時点での最終バージョンは「release 9.8」（日本では「2001」）であり、その後バージョンアップは行われていない。またロータス・スーパーオフィスも含め、Microsoft Windows Vista以降のWindows OSには対応しなかった。マイクロソフトによるMicrosoft Windows XPのサポート終了にともない、単品販売のMillennium Editionとスーパーオフィスは営業活動を2013年9月11日には終了し、2014年9月30日にサポートも終了した。
日本では、2003年10月よりソースネクストから価格を1980円に引き下げて販売されたが、2008年時点で既に単品販売は終了しており、その後はロータス・スーパーオフィスの形で2970円で発売されていた（サポートは引き続きIBMが行う）。
最終的な累計出荷本数は、全世界で500万本以上とされる。

## 歴史

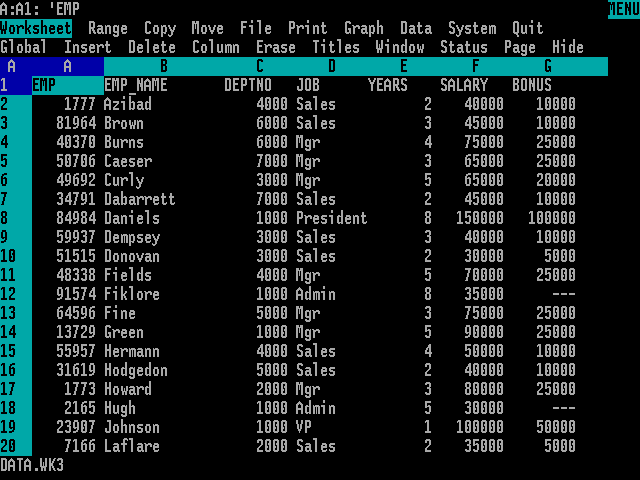
IBM PC用MS-DOS版Lotus 1-2-3

Lotus 1-2-3 は1983年、ミッチ・ケイパー発案のもと、ジョナサン・ザックスにより開発された。アメリカ合衆国においては、家庭におけるパソコンの用途のひとつとして、表計算ソフトが普及していた。Lotus 1-2-3（以下1-2-3）以前にはApple II等で利用できるビジコープ社の VisiCalc がベストセラーとなっており、16ビットパソコンであるIBM PCにおいても同様のアプリケーションが期待されていた。
マイクロソフトはIBM PC対応、すなわちPC DOS上で動作するアプリケーションとして Microsoft Multiplan を開発、販売しており、また8ビットパソコンにおいて人気のあった VisiCalc や SuperCalc などの移植も行われていたことから、IBM PCプラットフォームにおける先行ソフトは既に存在していた。
ロータス・デベロップメント（以下ロータス）は先行ソフトに対し優位に立つ為、他を圧倒する性能を追求し、1-2-3を開発した。1-2-3は豊富な機能、高速な再計算、強力なマクロ、アドインによる拡張性をセールスポイントに掲げ、先行していた他の表計算ソフトを圧倒してMS-DOS用アプリケーションソフトウェアのスタンダードとなることに成功した。
同ソフトの人気はIBM PC/ATとその互換機の売り上げを押し上げ、パソコン市場をIBM一色に塗り替えることに寄与した。高機能であるがゆえにメモリは256KBを要求されたが、1-2-3の人気はむしろ標準的なPC環境の高性能化を後押しした。マイクロソフトがIBM PCにバンドルされる「PC DOS」と同様のOSを「MS-DOS」として互換機メーカーに供給、および市販したことから、互換機上でも1-2-3を使うことができた。MS-DOSがCP/M-86との競争に勝利した理由の一つには、間違いなく1-2-3の存在があった。また、1-2-3の人気は、IBM純正機よりも、互換機の売り上げをより押し上げ、IBMのシェアは徐々に低下していった。当時、「PC/AT互換機」よりも「1-2-3互換機」（1-2-3 compatible）という呼称の方が一般的であったほどである。
また、Macintosh版もリリースされたが、ミッチ・ケイパーは Symphony や Jazz のような統合ソフト（integrated software）に期待しており1-2-3の将来性に否定的で、移植にも消極的であった。移植が行われてからもMS-DOS版との互換性の低さやGUIに適合しないインターフェースが利用者の不評を買い、Macintosh市場では存在感を示すまでに至らなかった。
マイクロソフトは、MS-DOS市場におけるMultiplanの敗北の反省に立ち、新規デザインの表計算ソフト Microsoft Excel （以下Excel）を開発し、来るべきOS/2時代での捲土重来を期した。次期プラットフォームはOS/2ではなくMicrosoft Windows（以下Windows）となったが、ExcelはWindowsの普及と歩調を合わせて販売本数を順調に増やしていった。しかし、1-2-3はWindowsへの対応が遅れ、プラットフォームを移してからもExcelとの性能差は開き続けた。特に初期のWindows版及びMacintosh版は、一見するとGUIアプリケーションにもかかわらず、マウスによる操作はほぼ行えず、キーボードによる操作を要求するなどの致命的な問題を抱えていた。そんな中、ロータスがグループウェア Lotus Notes を主力に据えたこともあり、Windows版の開発は停滞、Macintosh版の開発は中止と、Excelとの差は埋めようがないほどにまで広がっていった。
ロータスはMicrosoft Officeに対抗すべく、オフィススイート Lotus SmartSuite（日本国内向けは「スーパーオフィス」）をリリースしたり、価格を引き下げたりして対抗したものの、オープンソースや他社の安価なソフトとの狭間で埋没し存在感を出せず、2013年6月11日に販売が終了した。年間継続サポート用のパーツに関しては2013年9月11日で提供が終了し、2014年9月30日に全製品のサポートが終了した。

## 特徴
MS-DOS時代においては、他のソフトに比べて先進的な機能を有していた。本項ではMS-DOS版のみについて述べる。

### 処理速度
処理速度を向上させる為、アセンブリ言語で開発されていた。アセンブリ言語は、個々のハードウェアへの依存度が高く扱いも難しいが、コードは小さく、処理は速くできる。互換機メーカーや周辺機器メーカーの方が1-2-3に合わせて設計を行い、むしろIBM純正機との互換性確保の基準として扱われたこともあり、機種依存はほとんど問題とはならなかった。
また、Multiplanは旧機種との互換性にこだわっていた分、性能が犠牲になっていた。1-2-3はPC/AT以降(日本市場では加えてPC-9801)に特化することにより、描画スピードやメモリの利用効率の面で他の表計算ソフトを圧倒していた。特筆すべきは再計算の速さで、一説によると、環境にもよるがMultiplanの10倍程度であったともいわれている。

### 機能
本体のみでデータベース作成やグラフ描画が可能だった。ミッチ・ケイパーはこれ以前に VisiCalc を拡張する VisiPlot や VisiTrend を開発しており、それらの機能を一本のアプリケーションに統合することで利便性を高めたのである。マルチタスクでないMS-DOS環境において、アプリケーションを終了することなくワークシート表示とグラフ描画を同時に行えるなどの利点があった。文章の表示にも優れていたため簡易なワープロとしても使用可能で、表を含む様な文書の場合、ワープロソフトより文書作成が楽な場合さえあった。（ただしジョナサン・ザックスは、世界初の統合ソフトである Context MBA の動作の遅さの原因がワープロ機能にあると看破し、あえてワープロに要求される機能を盛り込まなかった）
その上、アドインにより様々な機能を追加することができ、更に強力なマクロ機能も有しており、応用範囲の広さに対する評価が非常に高かった。アドインやマクロは利用者自らによる作成にとどまらず、第三者の手によって開発され、商用ソフトとして市販されたり、PDSやシェアウェアの形で配布されることが多く、ユーザーにとっては更に利便性が高まり、それが1-2-3の人気をより押し上げる結果にもつながった。ユーザーはそれらにより独自の環境を構築することができ「1-2-3さえあれば他のアプリケーションは必要ない」とまで言われるほどだった。
後に1-2-3を模倣し、性能面で上回り、付加価値となる独自機能をも有していたアプリケーションも現れたが、既に高い信頼を得ていた1-2-3の牙城を崩すには至らなかった。

### インターフェース
基本的なインターフェースはVisiCalcを模倣していた為、VisiCalcのユーザーは、ルックアンドフィールの違いに戸惑うことなく利用することができた。ワンキーメニュー呼び出し、ポップアップメニュー、F1キーによるヘルプ呼び出しなど、他のアプリケーションの標準的な操作方法は1-2-3により固まったといってよい。また、グラフィック機能を積極的に利用し、グラフを美しく描画することができた。IBM標準のグラフィックカードは、高解像度だがテキストしか扱えないMDAと、カラーグラフィックを扱えるが解像度の低いCGAだったが、1-2-3を快適に利用する為、解像度の高いHerculesが広く利用されていた。

## 日本語版のバージョン履歴

### DOS版
- 1986年9月5日 - 「1-2-3 リリース2J」（NEC PC-98用）を発売[2]。（以下、「リリース」を「R」とする。）日本語版独自の機能として、MS-DOS無償再販許諾の制度を利用したMS-DOS 2.0、および日本語入力ソフト「松茸86」をバンドル。また、罫線による作表、ローソク足チャートなどのグラフの追加がある[7]。同年10月、IBM 5550用発売。
- 1987年10月 - 「1-2-3 R2.1J」（PC-98用）発売[8]。同年11月、IBM PS/55用発売。翌年、富士通FMR、松下PanacomM、東芝J-3100、日立B16シリーズ用発売。
- 1989年2月 - 「1-2-3 R2.1J plus」発売[9]。
- 1990年2月 - 「1-2-3 R2.2J」発売[10]。
- 1991年9月 - 「1-2-3 R2.3J」発売[11]。
- 1993年9月 - 「1-2-3 R2.4J」発売[12]。
- 1995年7月 - 「1-2-3 R2.5J MS-DOS対応版」発売[13]。

### OS/2版
- 1990年6月 - 「1-2-3 R3J」発売[14][15]。PS/55用OS/2 J1.0対応。
- 1993年12月24日 - 「1-2-3 OS/2対応」発売[16]。OS/2 J2.0以上対応。

### Windows版
- 1991年11月15日 - 「1-2-3/Windows R1.0J」発売[17]。Windows 3.0日本語版に対応。
- 1992年6月2日 - 「1-2-3/Windows R1.1J」発売[18]。
- 1993年7月16日 - 「1-2-3 R4J Windows対応版」発売[19]。Windows 3.1日本語版に対応。
- 1994年9月22日 - 「1-2-3 R5J Windows対応版」発売[20]。
- 1995年12月23日 - 「1-2-3 R5J Windows95対応版」発売[21]。
- 1997年4月11日 - 「1-2-3 97」発売[22]。
- 1998年6月5日 - 「1-2-3 98」発売[23]。
- 1999年7月2日 - 「1-2-3 2000」発売。
- 2001年7月27日 - 「1-2-3 2001」発売。

## 出荷本数
- 全世界
  - 1983年1月 - アメリカ合衆国にて発売。初年度6万本販売[24]。
  - 1987年1月 - 200万本[25]。
  - 1996年7月 - 2200万本[26]。
- 日本
  - 1986年9月 - 日本にて発売。
  - 1989年8月 - 20万本[27]。
  - 1991年7月 - 50万本[11]。
  - 1993年2月 - 100万本[26]。
  - 1996年1月 - 400万本[26]。
  - 1996年7月 - 500万本[26]。